# ولسوالی خواجه‌عمری
خواجه‌عمری یا خواجه‌میری (به زبان عامیانه: خوجمیری) یکی از ۱۹ ولسوالی ولایت غزنی، به مرکزیت شهر خواجه عمری در جنوب خاوری افغانستان است. خواجه‌عمری از ولسوالی‌های درجه سوم ولایت غزنی بوده، ۱۸۸ کیلومترمربع مساحت دارد و جمعیت آن در سال ۱۳۹۹ حدود ۲۱٬۳۹۰ نفر می‌باشد. در سال ۲۰۰۵، این ولسوالی از ولسوالی پهناور جغتو جدا گردید.
۸۰ درصد زمین‌های این ناحیه قابل کشت می‌باشد ک منبع اصلی درآمد کشاورزی است. ولی بخش بزرگی از مردم در غزنی کار می‌کنند. به همین دلیل نرخ بیکاری در این ولسوالی پایین‌تر از دیگر ولسوالی‌ها است. در جنوب ولسوالی خواجه عمری، ولسوالی غزنی، در جنوب شرق آن ولسوالی زنه‌خان، در جنوب غرب آن ولسوالی جغتو و در شمال آن ولایت میدان وردک قرار دارد.
| ژ                                                   | ف        | م        | آ        | م        | ژ       | ژ       | آ        | س        | اُ       | ن        | د       |
| ۱۷ ۱ ۱۱−                                            | ۹۴ ۱− ۹− | ۹۸ ۲۰ ۳− | ۱۰۴ ۲۹ ۵ | ۱۶ ۳۸ ۱۰ | ۹ ۴۳ ۱۴ | ۳ ۴۴ ۱۴ | ۱۳ ۴۳ ۱۵ | ۲۲ ۳۹ ۱۱ | ۳۴ ۳۰ ۴ | ۲۰ ۱۹ ۳− | ۸ ۹ ۱۰− |
| میانگین بالاترین و پایین‌ترین دما به مقیاس سانتیگراد |          |          |          |          |         |         |          |          |         |          |         |
| بارندگی به مقیاس میلی‌متر                            |          |          |          |          |         |         |          |          |         |          |         |
| منبع: Climate-Data.org                              |          |          |          |          |         |         |          |          |         |          |         |

| مقیاس فارنهایت و اینچ                              | مقیاس فارنهایت و اینچ | مقیاس فارنهایت و اینچ | مقیاس فارنهایت و اینچ | مقیاس فارنهایت و اینچ | مقیاس فارنهایت و اینچ | مقیاس فارنهایت و اینچ | مقیاس فارنهایت و اینچ | مقیاس فارنهایت و اینچ | مقیاس فارنهایت و اینچ | مقیاس فارنهایت و اینچ | مقیاس فارنهایت و اینچ |
| -------------------------------------------------- | --------------------- | --------------------- | --------------------- | --------------------- | --------------------- | --------------------- | --------------------- | --------------------- | --------------------- | --------------------- | --------------------- |
| ژ                                                  | ف                     | م                     | آ                     | م                     | ژ                     | ژ                     | آ                     | س                     | اُ                     | ن                     | د                     |
| ۰٫۷ ۳۴۱۲                                           | ۳٫۷ ۳۰۱۶              | ۳٫۹ ۶۸۲۷              | ۴٫۱ ۸۴۴۱              | ۰٫۶ ۱۰۰۵۰             | ۰٫۴ ۱۰۹۵۷             | ۰٫۱ ۱۱۱۵۷             | ۰٫۵ ۱۰۹۵۹             | ۰٫۹ ۱۰۲۵۲             | ۱٫۳ ۸۶۳۹              | ۰٫۸ ۶۶۲۷              | ۰٫۳ ۴۸۱۴              |
| میانگین بالاترین و پایین‌ترین دما به مقیاس فارنهایت |                       |                       |                       |                       |                       |                       |                       |                       |                       |                       |                       |
| بارندگی به مقیاس اینچ                              |                       |                       |                       |                       |                       |                       |                       |                       |                       |                       |                       |

| ژ                                                   | ف        | م        | آ        | م        | ژ       | ژ       | آ        | س        | اُ       | ن        | د       |
| ۱۷ ۱ ۱۱−                                            | ۹۴ ۱− ۹− | ۹۸ ۲۰ ۳− | ۱۰۴ ۲۹ ۵ | ۱۶ ۳۸ ۱۰ | ۹ ۴۳ ۱۴ | ۳ ۴۴ ۱۴ | ۱۳ ۴۳ ۱۵ | ۲۲ ۳۹ ۱۱ | ۳۴ ۳۰ ۴ | ۲۰ ۱۹ ۳− | ۸ ۹ ۱۰− |
| میانگین بالاترین و پایین‌ترین دما به مقیاس سانتیگراد |          |          |          |          |         |         |          |          |         |          |         |
| بارندگی به مقیاس میلی‌متر                            |          |          |          |          |         |         |          |          |         |          |         |
| منبع: Climate-Data.org                              |          |          |          |          |         |         |          |          |         |          |         |

| مقیاس فارنهایت و اینچ                              | مقیاس فارنهایت و اینچ | مقیاس فارنهایت و اینچ | مقیاس فارنهایت و اینچ | مقیاس فارنهایت و اینچ | مقیاس فارنهایت و اینچ | مقیاس فارنهایت و اینچ | مقیاس فارنهایت و اینچ | مقیاس فارنهایت و اینچ | مقیاس فارنهایت و اینچ | مقیاس فارنهایت و اینچ | مقیاس فارنهایت و اینچ |
| -------------------------------------------------- | --------------------- | --------------------- | --------------------- | --------------------- | --------------------- | --------------------- | --------------------- | --------------------- | --------------------- | --------------------- | --------------------- |
| ژ                                                  | ف                     | م                     | آ                     | م                     | ژ                     | ژ                     | آ                     | س                     | اُ                     | ن                     | د                     |
| ۰٫۷ ۳۴۱۲                                           | ۳٫۷ ۳۰۱۶              | ۳٫۹ ۶۸۲۷              | ۴٫۱ ۸۴۴۱              | ۰٫۶ ۱۰۰۵۰             | ۰٫۴ ۱۰۹۵۷             | ۰٫۱ ۱۱۱۵۷             | ۰٫۵ ۱۰۹۵۹             | ۰٫۹ ۱۰۲۵۲             | ۱٫۳ ۸۶۳۹              | ۰٫۸ ۶۶۲۷              | ۰٫۳ ۴۸۱۴              |
| میانگین بالاترین و پایین‌ترین دما به مقیاس فارنهایت |                       |                       |                       |                       |                       |                       |                       |                       |                       |                       |                       |
| بارندگی به مقیاس اینچ                              |                       |                       |                       |                       |                       |                       |                       |                       |                       |                       |                       |

## مردم
مردمان این منطقه را اکثراً هزاره با اقلیت‌های تاجیک و پشتون تشکیل می‌دهند

## افراد مشهور
- نجیب‌الله خواجه عمری

## روستاها
- قریهٔ پایمستعلی
- قریهٔ بنی‌سنگ
- قریهٔ طورمی
- قریهٔ علی‌آباد
- قریهٔ ده‌نهال
- قریهٔ قلعه‌نو
- قریهٔ آقاسی
- قریهٔ ده‌درات
- قریهٔ کاریز
- قریهٔ نه‌برجه
- قریهٔ چهاربرجه
- قریهٔ ده‌دولت
- قریهٔ گودول‌قندهاری
- قریه قبلدال
- قریه چهل گنبد